# Хутарев, Демид Митрофанович
Демид Митрофанович Хутарев (1816—1897) — купец 1-й гильдии, фабрикант, промышленник, основатель «Торгового дома купца Хутарева».

## Биография
Село Городенки (Починки) Васильевской волости располагалось на берегу реки Городенки, впадающей в реку Нару. Со временем оно вошло в состав посёлка Пролетарский. По соседству с селом Городенки, были села Верхние и Нижние Велемяхи, жители которых изготавливали горшки и другую глиняную посуду. Человек по имени Демид Хутарев занимался тем, что скупал эти горшки по очень низкой цене, а затем перепродавал их на ярмарках и базарах. Так он скопил небольшое состояние, и перешел на торговлю салом и шерстью. На реке Городенки он построил заведение по промывке шерсти, затем — шерстобитку.
По состоянию на 1849 год, Демид Хутарев принадлежит уже к купцам 1-й гильдии. В этом же году ему было разрешено открыть суконную фабрику на территории сельца Городенки Серпуховского уезда. У помещика Поморцева, Хутарёв купил землю и занялся постройкой более крупного предприятия. По состоянию на 1875 год, на этой фабрике работало уже около 650 человек. В 1884 году между деревнями Городенки и Глубоково появились новые фабричные постройки купца, также он занялся строительством спален для рабочих фабрики. В 1890 году на его суконной фабрике «Торгового дома купца Демида Хутарева» работало 800 человек. Должность управляющего фабрикой занимал его сын Андрей Девидович Хутарев. Условия жизни у рабочих на фабрике были не самыми хорошими, пока не построились спальни для рабочих, они жили прямо в цеху.
Их труд плохо оплачивался, и основная часть заработка уходила на покупку продуктов питания. Предприниматель очень низко оплачивал труд женщин и детей, часто штрафовал рабочих. Все это способствовало проведению первой забастовки в июне 1890 года на его фабрике. Рабочие требовали улучшения оплаты их труда и условий проживания. В итоге забастовка была подавлена, а её инициаторы — уволены. В 1893 году рабочие вновь попытались улучшить свое положение. Они отправили прошение Московскому генерал-губернатору. Началось расследование, и предприниматель Хутарев письменно заявил, что устранит недостатки, но этого так и не сделал.
Суконная фабрика купца Хутарева работала без остановок.
Среди рабочих фабрики Хутарева были люди из Клейменково, Велеми, Глубоково, Станково, Рыблово, Васильевского, Кузьменки. Работали рабочие из Тульской губернии. В 1905 году состоялась новая забастовка, о которой писала газета «Пролетарий», публиковавшаяся за пределами Российской империи.
Фабрика Демида Хутарева стала развиваться быстрыми темпами во время русско-японской войны и в период 1914—1917 годов, когда предприниматель получал большие заказы от военного ведомства. Согласно требованиям земства, в барачном помещении Хутарев открывает школу для детей рабочих, а на Ивановой горе у церкви строит колокольню в 5 ярусов, с двумя часовнями.
В 1900 году он покупает усадьбу в селе Райсеменовское у Тарневского. В ноябре 1917 года управление фабрикой перешло рабочему комитету, и директором фабрики стал С. Т. Новиков. Предприниматели Хутарёвы тайно покинули свое жилье ночью.